# آپلتون
آپلتون (به آلمانی: Apetlon) یک شهر بازاری و شهرستان اتریش در اتریش است که در ناحیه نویزیل آم زی واقع شده‌است و ۱٬۸۴۹ نفر جمعیت دارد.